# Plaisirs d'hiver
Plaisirs d’hiver is een grafiekmap uit 1918 van Léon Spilliaert.

## Presentatie
“Plaisirs d’hiver” bestaat uit een reeks van 10 litho's op papier (5 in zwarte druk, 5 in kleurendruk).
De afbeeldingen meten 304 x 207 mm
Meerkleurendruk:
- Sneeuwballen rollen
- Engelbewaarder brengt 'engelkoeken' naar zes slapende peuters
- Drie kinderen met hun speelgoed voor het haardvuur in een keuken
- Schaatsende kinderen
- Twee kindjes plaatsen klompen met appelen, wortelen en rapen voor de kachel

Zwart-wit:
- Sneeuwman
- Sint-Niklaas klopt bij een huis aan
- Versierde kerstboom
- Het voordragen van de Nieuwjaarsbrief
- Deftige heren duwen kindersleeën voort

## Uitgever
L’Art Décoratif C. Dangotte 1918; Collection du Petit Artiste

## Inhoud
Deze reeks van tien litho's bestaat uit vijf zwarte lineaire afbeeldingen en vijf in meerdere kleuren gedrukte prenten.  Aangezien de litho’s verschenen in een reeks die “Collection du Petit Artiste” heette, was het wellicht de bedoeling dat kinderen de niet-gekleurde vijf naar hartenlust konden inkleuren, net zoals in een kleurboek.
Misschien was het zelfs wel de expliciete bedoeling dat deze werkjes als decoratie voor kinderkamers zouden dienen.  
In een gestileerde tekenstijl brengt Spilliaert tien schattige, soms humoristische tafereeltjes van kinderlijke genoegens in de wintertijd: schaatsen op het ijs, sneeuwmannen maken, het Sint-Niklaasfeest, Kerstfeest, Nieuwjaar… 
In dezelfde reeks “Collection du Petit Artiste” verschenen –volgens hetzelfde principe van gekleurde en zwart-witte prenten :
- Lucien RION “Les Fables de Lafontaine”
- G.M. BALTUS “Le livre des merveilles”
- Jeanne HOVINE “En aéroplane dans les sept ciels”
- G. BERCHMANS “Le rêve de Fiffette”
- RAMAH “Les Belles dames”

In de beredeneerde oeuvrecatalogus van het grafisch oeuvre van Léon Spilliaert door Xavier Tricot draagt “Plaisirs d’Hiver” het nr. 18

## Exemplaren
- Oostende, Mu.ZEE (Kunstmuseum aan Zee). Het museum bezit ook ontwerptekeningen en lithos die niet weerhouden werden in de uiteindelijke reeks.

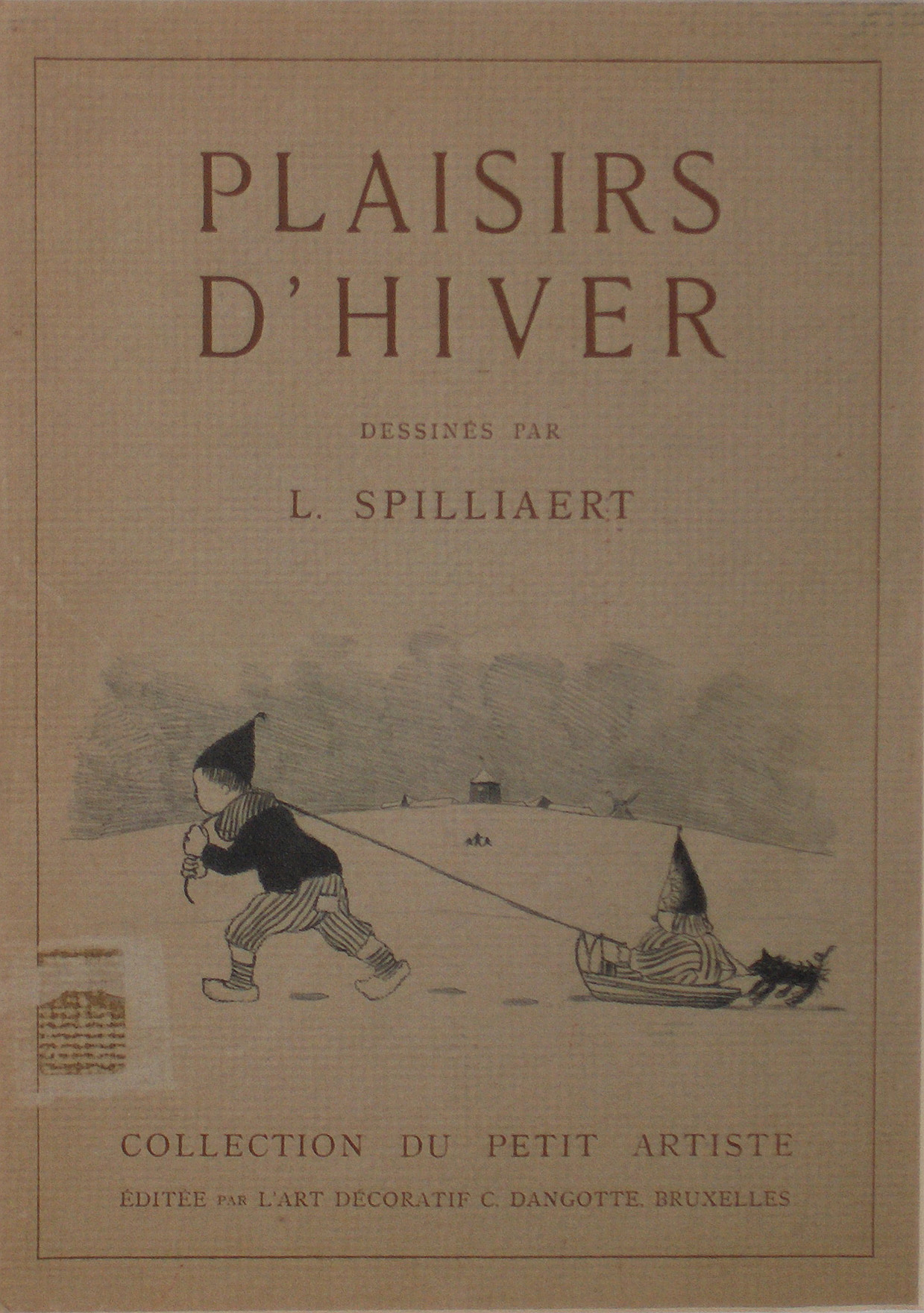
Titelplaat
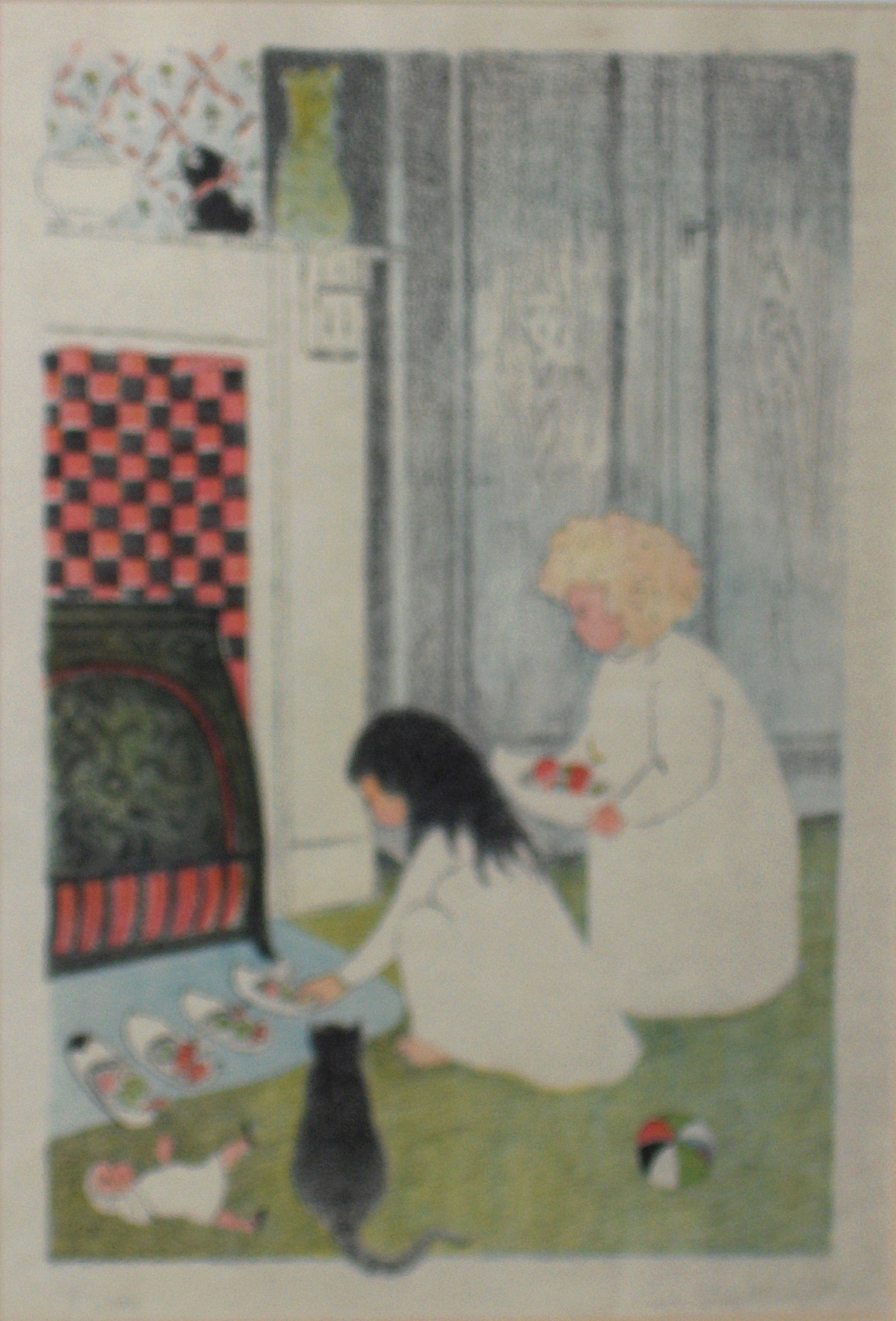
Twee kindjes plaatsen klompen met appelen, wortelen en rapen voor de kachel
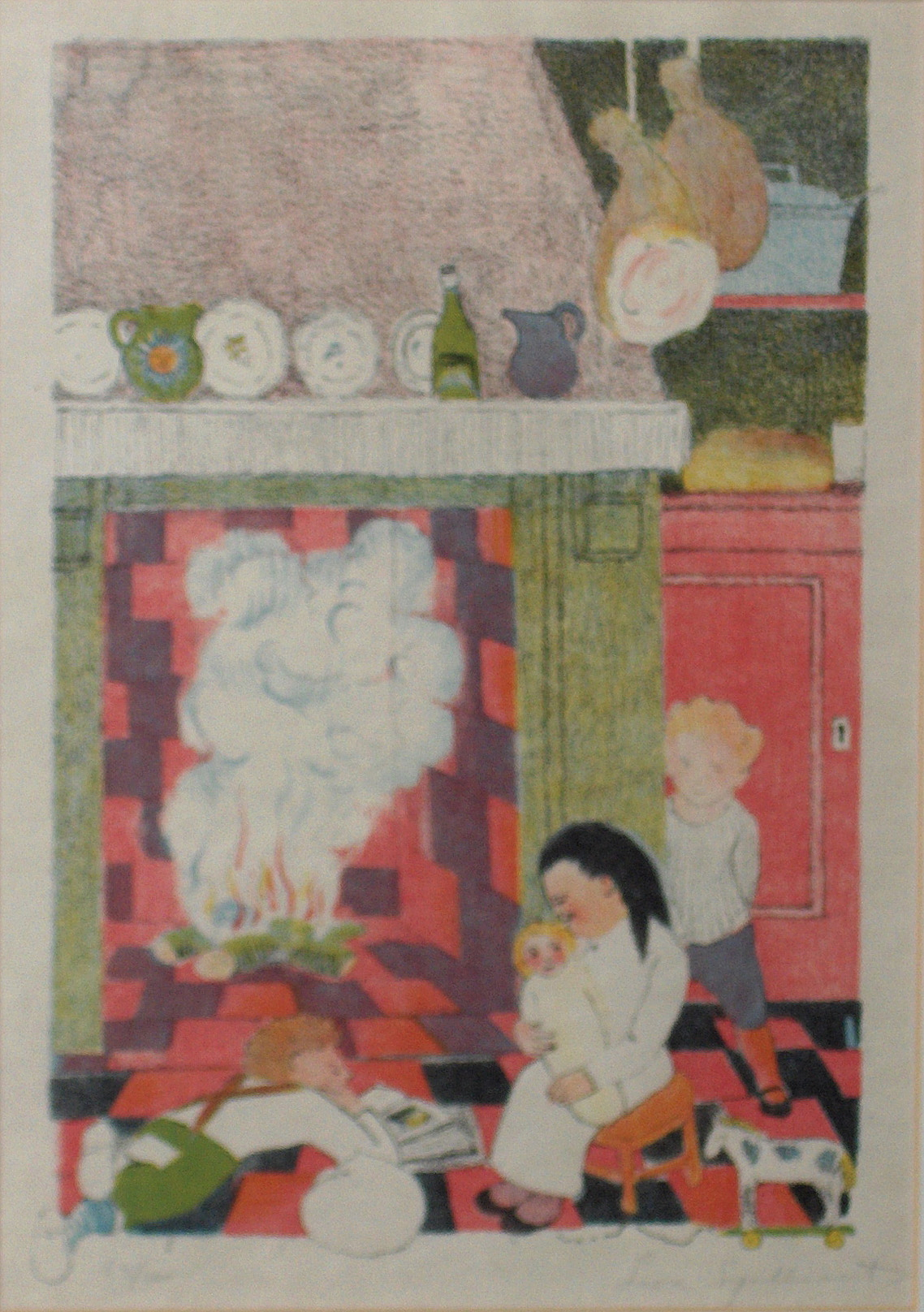
Drie kinderen met hun speelgoed voor het haardvuur in een keuken
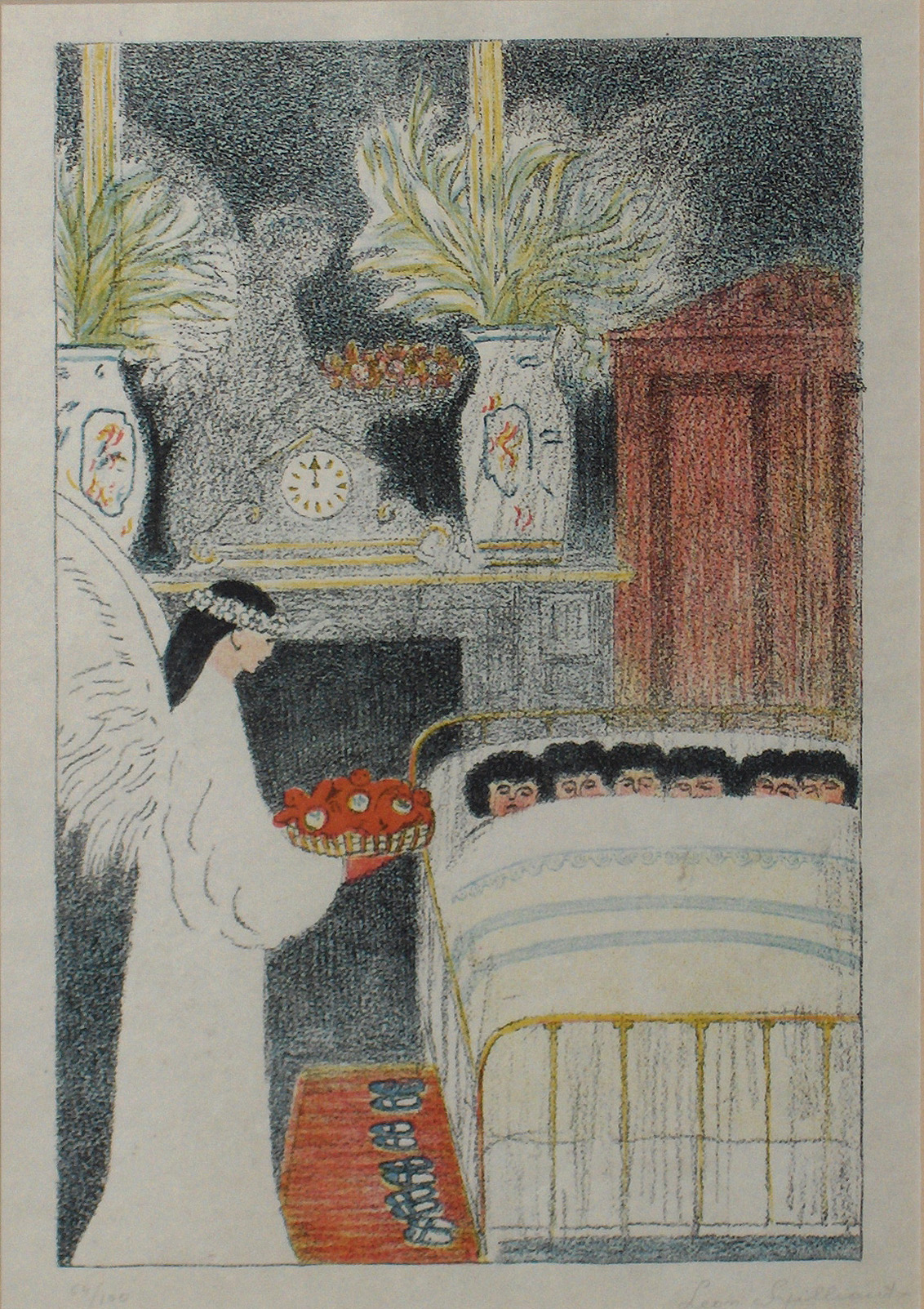
Engelbewaarder brengt 'engelkoeken' naar zes slapende peuters
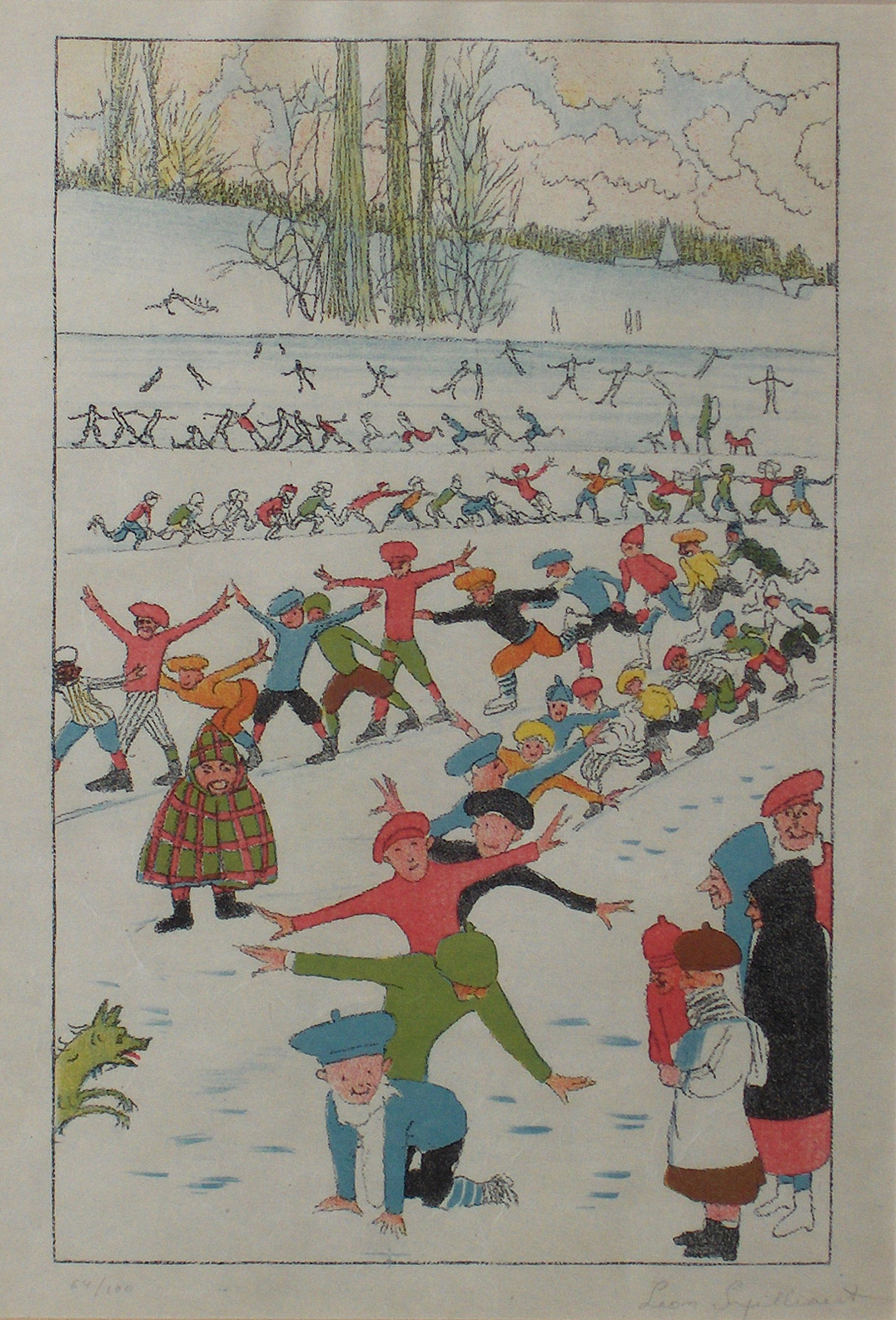
Schaatsende kinderen
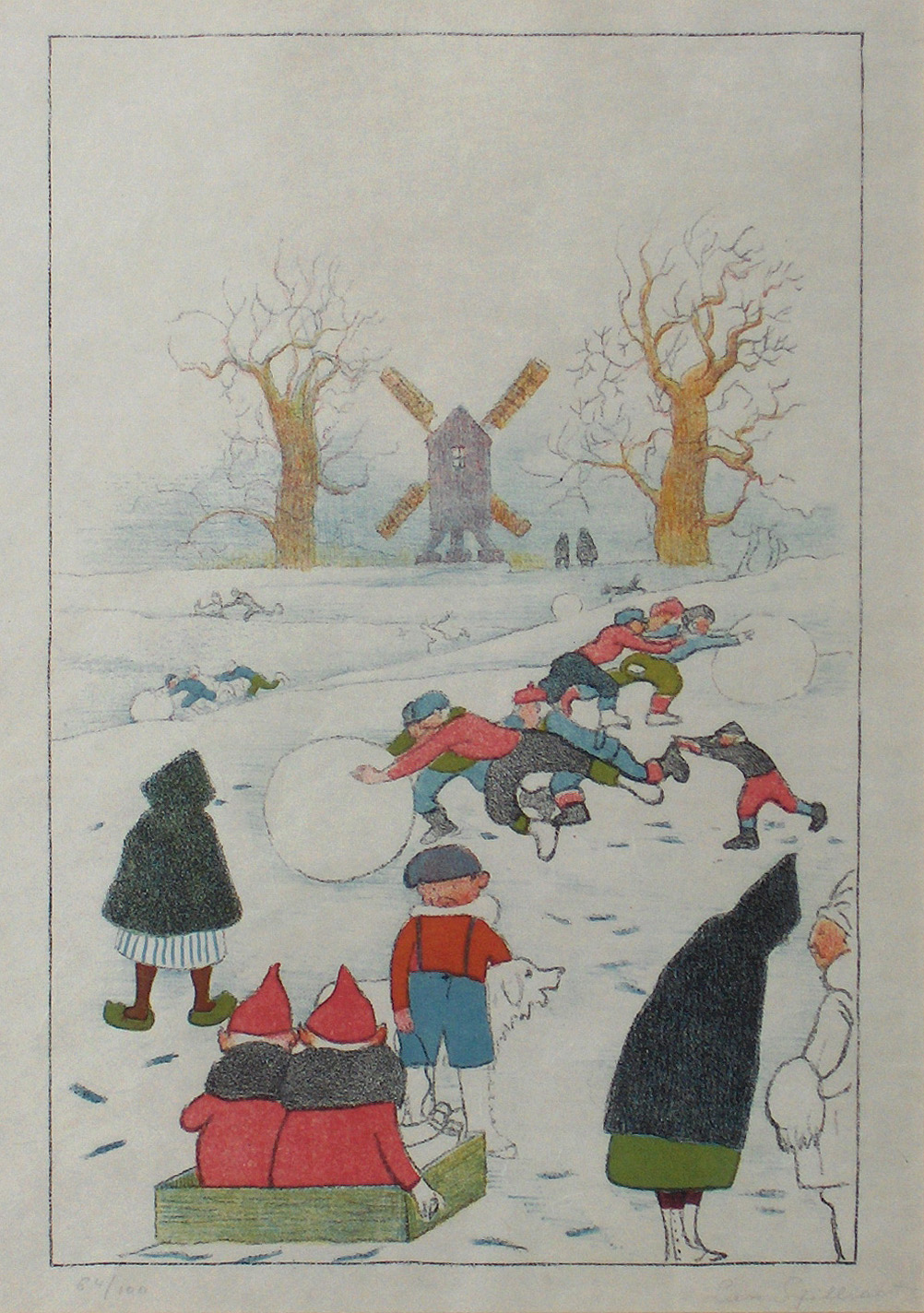
Sneeuwballen rollen